# Linea M1 (metropolitana di Istanbul)
La linea M1 della metropolitana di Istanbul,  ufficialmente linea metropolitana M1a (Yenikapı – Atatürk Airport) e M1b  (Yenikapı – Kirazlı) (in turco M1ᴀ (Yenikapı – Atatürk Havalimanı) & M1ʙ (Yenikapı – Kirazlı) Metro Hattı) è una linea di metropolitana di Istanbul, che serve la parte europea della città di Istanbul, in Turchia. Aperta nel 1989, è stata la prima linea di metropolitana della città e dell'intera Turchia e ha dato il via al rilancio dei mezzi pubblici nelle città turche.
La M1 consiste di due servizi di treni separati, la linea M1A e la linea M1B. Entrambi i servizi effettuano lo stesso percorso da Yenikapı a Otogar, ove la diramazione M1B prosegue per Kirazlı, mentre la M1A continua per l'aeroporto Atatürk.
La linea M1 serve ventitré stazioni, undici sotterranee e tre sopraelevate, e la lunghezza totale della linea è di 26,1 km, 10,4 dei quali sotterranei.
Nonostante l'infrastruttura ferroviaria sia quella tipica di una metropolitana, il servizio effettuato sulla linea M1 è quello di una metropolitana leggera, per via della bassa capacità dei vagoni e la portata oraria inferiore rispetto alle linee della città.

## Storia
Con la crescita demografica di Istanbul e il rapido sviluppo urbano della città verso l'esterno, i servizi su gomma disponibili in città erano diventati insufficienti negli anni settanta e ottanta. All'epoca, la città non aveva un sistema di trasporto pubblico su ferro, a eccezione di una singola linea funicolare di 0,57 km, nota come Tünel; l'ultima linea della prima rete tranviaria della città era stata chiusa nel 1966. La città di Istanbul aveva un urgente bisogno di un sistema di metropolitana che potesse servire i suoi tanti abitanti.
La prima sezione della linea M1 è entrata in servizio nel settembre del 1989 tra Aksaray e Kocatepe. Tre mesi più tardi, la linea è stata prolungata sino a Esenler, ma a quel tempo la stazione di Otogar (ove si trova l'autostazione) non era stata aperta. La stazione di Otogar e la tratta tra le stazioni di Otogar e Zeytinburnu (della diramazione M1A) sono state aperte alla fine di gennaio 1994. A luglio dello stesso anno, è stata prolungata la diramazione della M1A tra le stazioni di Zeytinburnu e Bakırköy.
Ulteriori estensioni della linea M1A, fino ad Ataköy e poi fino a Yenibosna, sono state aperte nel luglio e nell'agosto del 1995, e a quel punto la lunghezza della linea raggiungeva approssimativamente i 16 chilometri. Nel gennaio del 1999, una nuova stazione della linea M1A localizzata tra Ataköy e Bakırköy, la stazione di Bahçelievler, è stata aperta. Infine, la diramazione M1A è stata completata il 20 dicembre 2002, quando è stato aperto il prolungamento per l'İstanbul Dünya Ticaret Merkezi e l'aeroporto Ataturk, a Yeşilköy.
La nuova stazione di Esenler è stata aperta nel febbraio del 2012. Il prolungamento della diramazione M1B da Esenler a Kirazlı è stato aperto a metà luglio del 2013.
L'estensione della linea M1 da Aksaray a Yenikapı è stata inaugurata il 9 novembre del 2014; quest'estensione permetteva l'interconnessione con la linea M2 della metropolitana, il servizio ferroviario Marmaray e il terminal dei traghetti di Yenikapı.

### Le date delle aperture

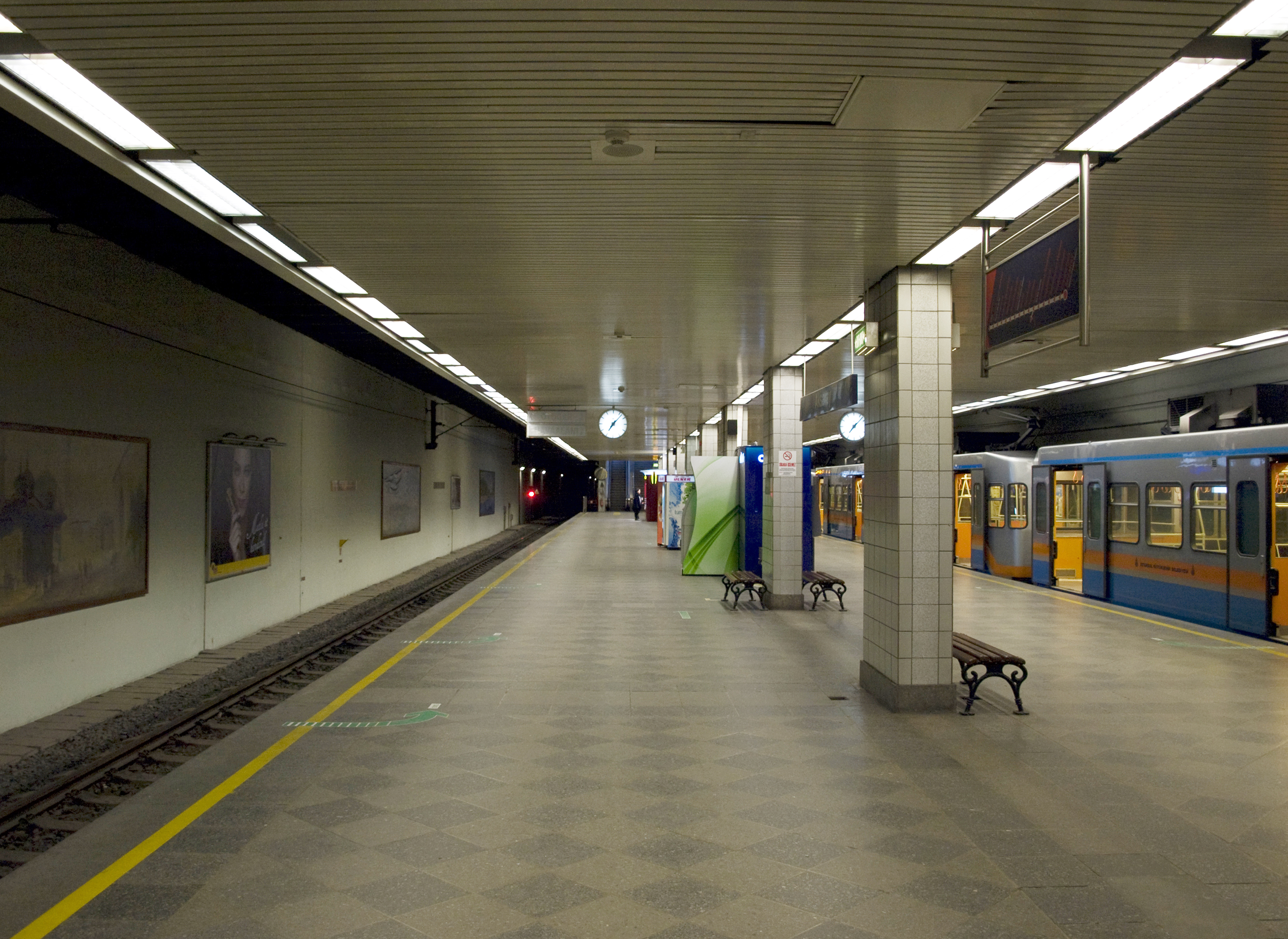
Stazione di Aksaray.

- 3 settembre 1989: Aksaray - Kocatepe
- 18 dicembre 1989: Kocatepe - Esenler (a eccezione della stazione di Otogar)
- 31 gennaio 1994: Otogar - Zeytinburnu
- 3 luglio 1994: Zeytinburnu - Bakırköy
- 26 luglio 1995: Bakırköy - Ataköy (a eccezione della stazione di Bahçelievler)
- agosto 1995: Ataköy - Yenibosna
- 15 gennaio 1999: stazione di Bahçelievler
- 20 dicembre 2002: Yenibosna - Aeroporto Atatürk
- 14 luglio 2013: Esenler - Kirazlı
- 9 novembre 2014: Aksaray - Yenikapı

## Materiale rotabile
Essendo la più vecchia linea metropolitana della rete istanbuliota, la M1 ha un materiale rotabile relativamente datato, prodotto da ABB nel 1988. I veicoli raggiungono una velocità massima di 80 km/h con un'accelerazione di 0,7 m/s².